# Бокаріус Микола Миколайович
Бокаріус Микола Миколайович (нар.28 червня (11 липня) 1899, Харків — пом. 2 листопада 1966, Харків) — український вчений-правознавець, кандидат медичних наук, професор, завідувач кафедри судової медицини Харківського медичного інституту (1931–1961), директор Харківського інституту науково-судової експертизи (1939–1941), завідувач кафедри криміналістики та судової експертизи Харківського юридичного інституту . Син Миколи Сергійовича Бокаріуса.

## Біографія
Микола Миколайович Бокаріус народився 28 червня 1899 р. у м. Харків в родині видатного судового медика і криміналіста, всесвітньо відомого вченого, Заслуженого професора М. С. Бокаріуса. У 1917 р. з відзнакою закінчив гімназію та вступив на медичний факультет Харківського університету. Ще студентом допомагав батькові в організації курсів з судової медицини у роки Першої світової війни. У 1919 р. перебував помічником на практичних заняттях на кафедрі судової медицини в Жіночому медичному інституті. У 1924 р. закінчив реорганізований Харківський медичний інститут (ХМІ) , а у 1927 р. затверджений на посаді позаштатного асистента.
У 1931 р. Миколі Миколайовичу присвоєно вчене звання професора. Глибока професійна підготовка, яку М. М. Бокаріус одержав під керівництвом батька, і великий на той час власний практичний досвід дозволили йому у 1931 р. прийняти завідування кафедрою судової медицини, якою керував протягом 30 років (1931–1961) . У 1931–1949 рр. очолював Харківський НДІ судових експертиз ім. Заслуженого професора М. С. Бокаріуса і одночасно (1939–1941) кафедру криміналістики та судової експертизи Харківського юридичного інституту .
Під час Другої світової війни та окупації Харкова М. М. Бокаріус разом з І-м Харківським медичним інститутом знаходився в евакуації в м. Чкалові (нині Оренбург), де викладав судову медицину в Чкаловській філії Всесоюзного заочного юридичного інституту. У 1943–1952 рр. вчений очолював Харківське обласне бюро судово-медичної експертизи. Після виходу на пенсію (1961) працював науковим консультантом кафедри судової медицини і проректором медичного інституту з учбової роботи.
Помер Микола Миколайович Бокаріус 2 листопада 1966 р. після недовгої тяжкої хвороби .

## Наукова та педагогічна діяльність
Професор зробив великий внесок у розробку низки таких важливих проблем судової медицини та криміналістики, як судово-медична травматологія, трупні явища та давність смерті, ідентифікація об'єктів експертизи. Головна тематика його дослідницьких інтересів – вогнепальні ушкодження та методика судово-медичних і криміналістичних досліджень. Вчений опікувався питаннями підготовки кадрів наукових та практичних працівників судово-медичної служби Харківщини. Лектор і педагог М. М. Бокаріус приділяв велику увагу педагогічному процесу. При підготовці лікарських кадрів Микола Миколайович поєднував нові наукові судово-медичні та криміналістичні дані з практичним матеріалом і багатою ілюстрацією. Він зберігав та удосконалював принципи та методи самостійної роботи студентів, вважаючи що самостійна робота студентів повинна бути основним засобом опанування знаннями .
Під керівництвом вченого виконано 30 дисертацій, з яких 4 – докторські, надруковано близько 200 наукових праць. Основними серед них є: «Роль випадкових речових доказів у практиці слідства і дізнання» (1927), «Мікродіагностика вхідного шкіряного кульового отвору під час судово-медичного дослідження трупа» (1928), «Нове в методиці судово-медичних і криміналістичних досліджень» (1936), «Лекції з судової медицини» (ч. 1-2, 1937), «XXV років роботи Харківського науково-дослідного інституту судових експертиз ім. засл. проф. М. С. Бокаріуса» (1948) та ін..
Довгий час професор М. М. Бокаріус обіймав посаду проректора з навчальної роботи Харківського медичного інституту, викладав в Харківському юридичному інституті, Інституті вдосконалення лікарів і на юридичних курсах. У 1948 р. вчений заснував Харківське товариство судових медиків та криміналістів і був його незмінним головою до дня смерті .
У різні роки був членом правління Всесоюзного наукового товариства судових медиків, редколегії журналу «Судово-медична експертиза», обирався членом Дзержинської районної ради м. Харків. Все життя вчений присвятив розвитку судової медицини та впровадженню результатів наукових досліджень в практику. Багато сил і знань віддав організації та розвитку судово-медичної служби в м. Харкові та в Україні .

## Нагороди та відзнаки
- Орден «Трудового Червоного Прапора»
- Орден ім. В. І. Леніна
- Медаль «За доблесну працю у Великій Вітчизняній війні 1941-1945 рр.» [2].

## Сім'я
- Батько — Бокаріус Микола Сергійович (1869—1931)
- Мати — Бокаріус Зінаїда Миколаївна (1877—1933)

Був одружений два рази.
- Дружина — Бокаріус Євгенія Борисівна
- Дочка від першого шлюбу Бокаріус Кира Миколаївна (1921—1992).
- Дружина — Бокаріус (Плесська) Ніна Геннадіївна (1896—1968)

## Пам'ять

Меморіальна дошка у Харкові.

У 2005 р. на честь М. М. Бокаріуса встановлено меморіальну дошку на фасаді будівлі кафедри судової медицини, медичного правознавства ім. Заслуженого професора М. С. Бокаріуса (вул. Дмитрівська, 14/16) . У 2008 р. рішенням Президії Харківського медичного товариства з нагоди 60-річчя Харківському товариству судових медиків і криміналістів присвоєно почесне ім'я його фундатора – професора Миколи Миколайовича Бокаріуса .